# リード・レックス
株式会社リード・レックス（りーどれっくす）は、かつて存在したJBCCグループの中堅/中小企業向けERPの開発、販売、保守を行っていた企業。

## 概要
1974年、梶山桂を中心に、日本アイ・ビー・エム株式会社、ユニバック（現日本ユニシス株式会社）の技術者により、設立された独立系システムインテグレーターであったが、2009年5月に日本アイ・ビー・エム系列のシステムインテグレーター・JBCCホールディングス株式会社に買収、子会社化された。

## 沿革
- 1974年 - 7月4日、株式会社リード・レックスを設立。 大型機のデータベース開発を主業務とする。
- 1985年 - ヒューマンキャピタル研究所を設立
- 1997年 - 長野営業所を開設。タイ駐在員事務所を開設
- 1998年 - タイ国投資委員会の認可を受け、バンコクにリード・レックスタイランドを設立
- 1999年 - 大阪営業所を開設
- 2002年 - 上海に来客思軟件有限公司』を設立
- 2009年 - JBCCホールディングス子会社になる[2]
- 2015年 - JBCCグループのJBアドバンスト・テクノロジー株式会社に吸収合併され、解散。

## 製品
- 製造業向けERPシステム - R-PiCS（Version.3）

## 主要取引先
- 日本アイ・ビー・エム株式会社
- 住友電気工業株式会社
- 株式会社東芝
- 株式会社日立製作所
- 三菱電機株式会社
- ソフトバンクテクノロジー株式会社
- 日本電気株式会社
- 富士通株式会社
- ライオン株式会社

## 関連会社
- 来客思軟件有限公司 - 中国上海市中山西路555号緑州大廈1108室
- リード・レックス タイランド - タイ国バンコック市ラジャテウィー

## 加盟団体
- 社団法人コンピュータソフトウェア協会（CSAJ）
- ERP研究推進フォーラム
- PCオープン・アーキテクチャー推進協議会（OADG）
- 日本IT特許組合
- メイド・イン・ジャパン・ソフトウェア・コンソーシアム（MIJS）